# Zarečje
Zarečje este o localitate din comuna Ilirska Bistrica, Slovenia, cu o populație de 171 de locuitori.